# Dobóhátvéd

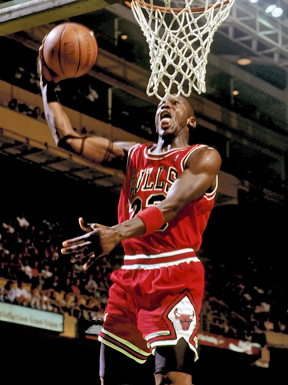
Michael Jordan, minden idők egyik legjobb kosárlabdázója is dobóhátvéd volt.

A dobóhátvéd (angolul: shooting guard - SG), a kettes számú pozíció a kosárlabdában. A dobóhátvéd egyik legfontosabb feladata, hogy pontot szerezzen és megszerezze a labdát az ellenfél támadásai alatt. Az NBA-ben a dobóhátvédek magassága általában 190 cm és 201 cm között van, míg a WNBA-ben ez 178 cm és 185 cm között van.
Általában a dobóhátvédek végzik el leghatékonyabban a távoli dobásokat, gyakran segít elzárásokban. Gyakran vált helyet az alacsonybedobóval a mérkőzés folyamán, legjobban a széleken játszik. Távoli dobásaik hatékonysága általában 35-40% körül van. A dobóhátvédek nagy része erős, atletikus játékos, akik képesek a büntetőterületbe is betörni. Sok magasabb dobóhátvéd az alacsonybedobó pozíción is játszik. Általában jó a labdakezelésük és passzolni is tudnak. Büntetődobásaiknak hatékonynak kell lennie, amely kifejezetten fontos a mérkőzések végén. Gyakran köréjük van építve a csapat támadása, általában a csapat első számú pontszerzői.
A jó dobóhátvédek irányítóként is tudnak játszani. Általában az irányító kezében van a legtöbbet a labda, de a dobóhátvédnek is nagy befolyása van a játék alakulására.
Minden idők legjobb dobóhátvédei közé tartozik Michael Jordan, Kobe Bryant, Dwyane Wade, James Harden, Clyde Drexler, Ray Allen, Reggie Miller és George Gervin.